# Льюис, Адам
Адам Томас Льюис (англ. Adam Thomas Lewis; 8 ноября 1999, Ливерпуль, Мерсисайд, Англия) — английский футболист, крайний защитник молодежной команды футбольного клуба «Ливерпуль», выступающий на правах аренды за «Ньюпорт Каунти». Воспитанник футбольного клуба «Ливерпуль».

## Клубная карьера
Является воспитанником системы футбольного клуба «Ливерпуль». Впервые оказался в заявке на матч первой команды в сезоне 2019/2020. Игру Кубка Английской лиги против МК Донс провёл в запасе.
Полноценный дебют игрока за «Красных» состоялся в этом же сезоне в Кубке Англии. В матче 4 раунда «Ливерпуль» на «Энфилде» принимал «Шрусбери Таун». Льюис вышел в старте и отыграл полный матч, закончившийся победой «Ливерпуля».
Подписал долгосрочный контракт с Ливерпулем в июле 2020 года.
В начале сезона 2020/2021 на правах аренды присоединился к клубу Лиги 2 «Амьен». Провел за «Единорогов» 9 матчей, из них в 6 играх выходил в старте. В январе 2021 года вернулся в Ливерпуль.
14 января 2021 года было объявлено об арендном соглашении футболиста с клубом «Плимут Аргайл», выступающем в третьем дивизионе Лиге 1. Дебютировал за новую команду 16 января 2021 года в матче против «Кру Александра», выйдя на замену.

## В сборной
Выступал за молодёжные сборные Англии различных возрастов. Впервые дебютировал на международном уровне в составе сборной Англии до 16 лет 7 ноября 2014 года в возрасте 14 лет 11 месяцев 30 дней, сыграв в товарищеском матче против молодёжной сборной Шотландии.
Впоследствии привлекался к играм молодёжных сборных Англии до 17 лет, сборной Англии до 19 лет, сборной Англии до 20 лет. В составе молодёжной сборной Англии до 19 лет принял участие в розыгрыше молодёжного Чемпионата Европы 2018 года. В сезоне 2018/2019 принял участие в играх сборной Англии (до 20 лет) на международном турнире U20 Elite league. Сыграл 2 полных матча в основе. Англичане закончили турнир, заняв 4 место.